# Chùa Tam Bửu
Chùa Tam Bửu hay chùa Tam Bảo, được xem như là Tổ đình của đạo Tứ Ân Hiếu Nghĩa (gọi tắt là "Hiếu Nghĩa"). Đây là một tự viện danh tiếng và là một di tích lịch sử cấp quốc gia tại An Giang, Việt Nam.

## Vị trí, nguồn gốc
Chùa Tam Bửu tọa lạc tại thị trấn Ba Chúc, huyện Tri Tôn, tỉnh An Giang, cách núi Tượng khoảng 200 mét. Chùa do Ngô Lợi, một người dân yêu nước trong phong trào Cần Vương, và là Giáo chủ đạo Hiếu Nghĩa, đã cùng với tín đồ xây dựng vào ngày 26 tháng 6 năm 1882.
Theo Địa chí An Giang, Ngô Lợi khai sáng đạo từ năm 1867 tại Ba Chúc. Như vậy, trước khi có chùa vào năm 1882, nơi đây có thể chỉ là một trại ruộng hoặc là một am tu hành đơn sơ bằng cây lá.
Cho đến khi cuộc khởi nghĩa của Ngô Lợi cùng với Lê Văn Ong và Võ Văn Khả, nổ ra ở Cai Lậy (Mỹ Tho), vào những năm 1877-1879 bị thất bại. Bị thực dân Pháp truy nã gắt gao, ông mới dẫn tín đồ và nghĩa quân rút hẳn về thôn An Định , lập chùa, chờ đợi một thời cơ khác.
Để có được diện mạo như ngày nay, chùa phải trùng tu nhiều lần bởi bị quân Pháp đến đốt phá.

## Đạo nạn, thảm sát

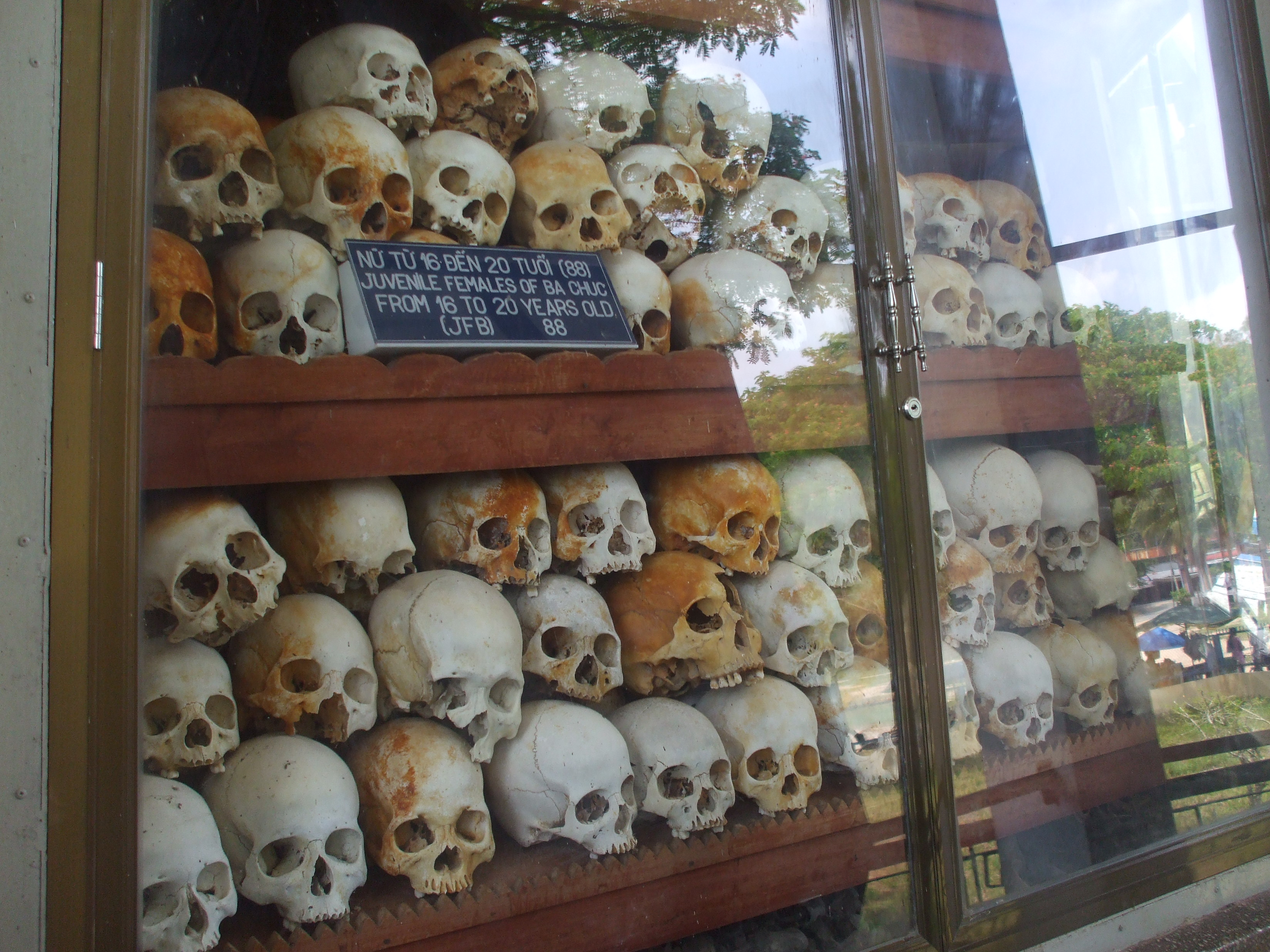
Hài cốt tại Nhà Mồ Ba Chúc.

Chỉ tính trong 12 năm (1876-1888), quân Pháp đã đến thôn An Định đốt phá chùa chiền, nhà cửa; bắt người tra tấn, tù đày cả thảy bảy lần. Tín đồ đạo Hiếu Nghĩa gọi đó là Đạo nạn.
Và vào ngày 13 tháng 4 năm 1978 (ngày rằm tháng 3 âm lịch), quân Pol Pot từ bên kia biên giới (Campuchia), nã pháo rơi trúng hậu liêu chùa Tam Bửu, giết chết 40 người, bị thương 20 người và làm sụp đổ một mảng tường.
Vài ngày sau, lúc 3 giờ chiều ngày 20 tháng 4, quân Pol Pot vượt biên, tràn nhanh vào chùa bắt hơn 800 người đủ mọi lứa tuổi, tịch thu hết vàng bạc, đồ vật có giá trị. Những ai thuộc phái nữ, bị buộc đi về hướng kênh Năm Xã, phái nam bị áp giải về hướng Cầu Sắt-Vĩnh Thông và giồng Ông Tướng. Trong số ấy, có bốn người vì già yếu, bệnh tật, đi không nổi liền bị bắn chết. Tám trăm người bị dẫn đi hôm ấy, bị đánh đập, bị hãm hiếp và rồi bị giết chết bỏ thây ngoài đồng, chỉ có hai người còn sống sót trở về.
Theo Bia Căm thù Ba Chúc, số người bị thảm sát là 3.157 người dân thường. Một số bị giết ở các chùa như vừa kể, một số bị giết ở nhiều nơi khác. Hiện nay Nhà Mồ Ba Chúc trưng bày 1.159 bộ hài cốt, số còn lại đã được thân nhân đem chôn, hoặc nằm lại trong những hang sâu trên núi Tượng...

## Cổ vật

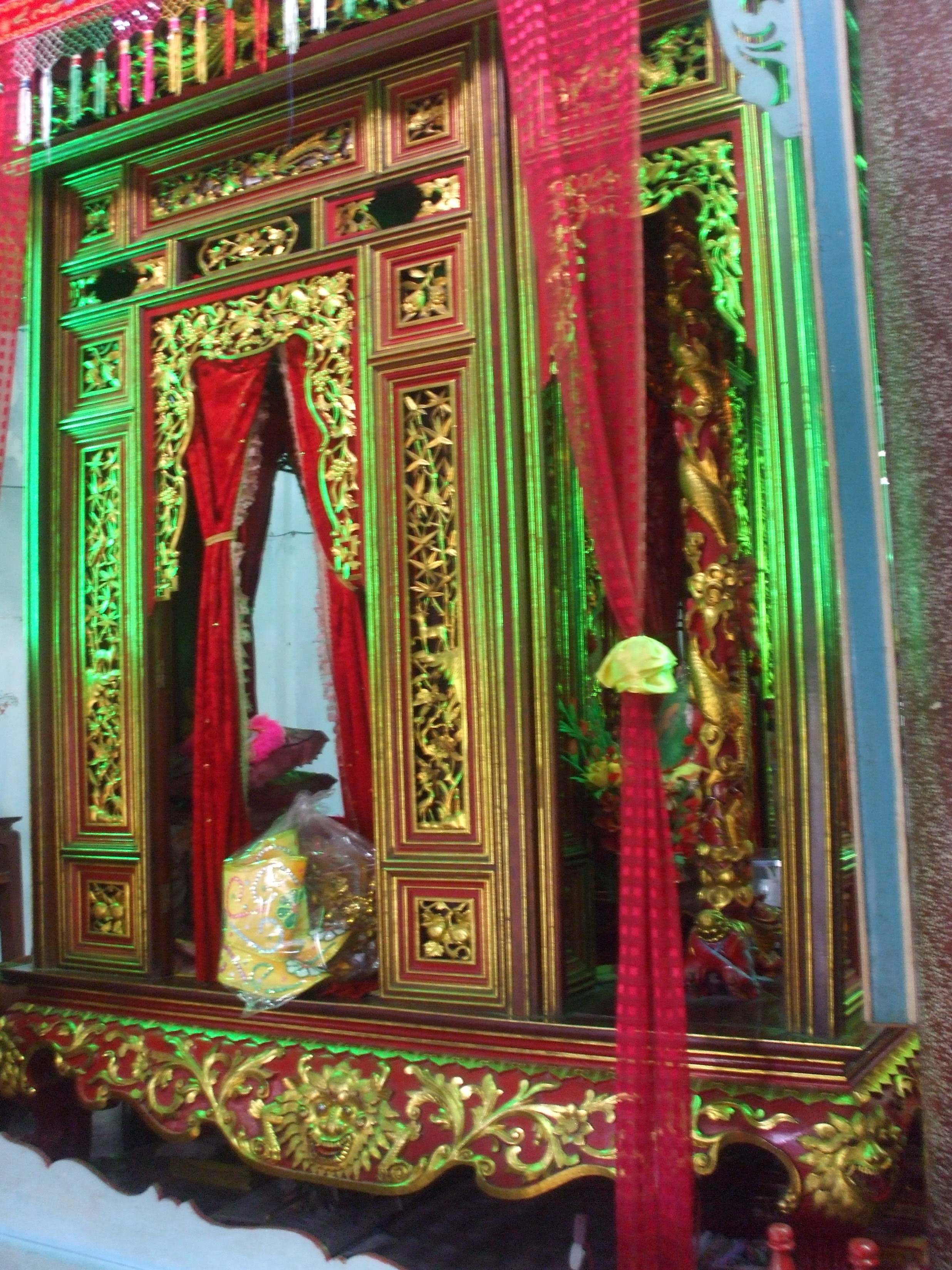
Long Đình tại chùa Tam Bửu

Sau khi dựng xong chùa Tam Bửu, Ngô Lợi cho người lên Núi Dài (Ngọa Long Sơn) đốn cây cam đàn, một loại danh mộc, đem về đóng một ngôi thờ, đó là Long Đình (hay Long Vị) do ông vẽ kiểu và cho kích thước (chiều cao khoảng 3m, bề ngang mỗi cạnh khoảng 2m và 1,5m).
Ngô Lợi rất coi trọng ngôi thờ này, như ông kính thờ một bề trên nào đó đang vắng mặt, mà tín đồ gọi là Đức Phật Vương.
Ngày 21 tháng 4 năm Ất Dậu (1885), quân Pháp cùng cộng sự Trần Bá Lộc, đánh chiếm Núi Tượng lấy đi nhiều tài sản quý của đạo, trong đó có ngôi Long Đình, cho đem về Viện Bảo tàng Sài Gòn. Mãi đến 11 tháng 5 năm 1971, bảo vật trên mới được chính quyền Việt Nam Cộng hòa trao trả lại.
Vì không biết Long Đình còn hay đã bị Pháp phá hủy, Ban quản tự Tổ đình nhờ người đóng một ngôi Long Đình khác, tuy không giống hẳn và khéo bằng. Ngôi Long Đình mới này giờ đây được tín đồ gọi là Khánh Tổ vì được dùng để thờ Đức Bổn Sư, tức Ngô Lợi.

## Thơ

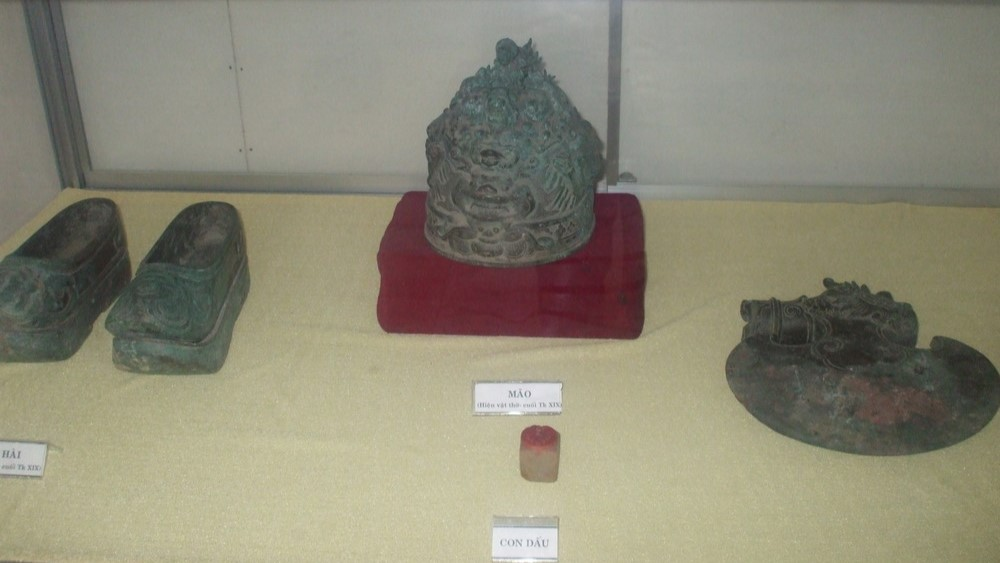
Cổ vật bằng đồng cùng con dấu gỗ được tạo tác vào cuối thế kỷ 19, trước đây được thờ ở chùa Tam Bửu; nay đang được trưng bày trong Bảo tàng An Giang.

Tháng 11 năm 1888, bị nội phản, Pháp bắt được vua Hàm Nghi. Tương truyền, có vài cận thần chạy thoát, nghe tiếng Ngô Lợi, nên tìm đến chùa Tam Bửu gặp ông. Không gặp, nhưng biết phong trào Cần Vương nơi đây đã bị đàn áp, bị suy yếu nên họ ra về, sau khi để lại mấy câu thơ:
| “ | Cửa thiền rày đã bặt hơi bon, Quê hạc hương bay kiểng vẫn còn. Tiếng trống quân canh đâu lặng lẽ? Kèn chiêu muôn dặm hãy còn non. Dưới hồ mưa lấp sen tơi tả, Trên đỉnh sương sa đá mỏi mòn. Ngàn thuở diềm dà ghi dạ ngọc, Chín trùng non nước biệt tôi con... | ” |

## Di tích
Vào ngày 10 tháng 7 năm 1980, chùa Tam Bửu, chùa Phi Lai, Nhà Mồ, là ba điểm tiêu biểu nằm trong Khu chứng tích tội ác diệt chủng Pôn Pốt tại Ba Chúc, được ngành chức năng công nhận là Di tích lịch sử cấp quốc gia.